# Antoni Mas Castelltort
Antoni Mas Castelltort (Vila-seca, 1949) és un escultor i ferrer per tradició familiar, assagista i locutor radiofònic. L'any 1976 inicia els estudis d'escultura a l'Escola d'Art de la Diputació de Tarragona. L'any 1985 és finalista del XXIII Premi Julio Antonio d'Escultura de Tarragona. Des dels anys 70 participa en diferents exposicions col·lectives i individuals i l'any 2003 culmina el seu treball creatiu amb l'exposició Currículum a La Chartreuse de Tarragona.
Ha treballat en diversos projectes d'escultures públiques, destaca La Torre dels Vents (2006), una estructura d'acer de 32 metres que és part del paisatge artístic urbà de la ciutat de Tarragona.
A finals dels 90 col·labora en el programa de Catalunya Ràdio El món s'acaba amb el periodista Xavier Graset i publica els llibres Les paràboles d'Antoni Mas: el ferrer radiofònic d'El món s'acaba (2000) i A cops de paràbola: Antoni Mas, el ferrer d'El món s'acaba (2003).